# István Vad
István Vad (født 30. maj 1979) er en ungarsk fodbolddommer. Han har dømt internationalt under det internationale fodboldforbund FIFA siden 2007, hvor han er indrangeret som kategory 2-dommer, der er det tredjehøjeste niveau for internationale dommere.
I oktober 2010 debuterede han i Champions League i gruppekampen mellem Marseille og Žilina. En kamp som Marseille vandt 1-0.
I Ungarn er han kendt som István Vad II, eftersom hans far med det samme navn også var international dommer. Desuden har han en søster, der også er fodbolddommer.

## Kampe med danske hold
- Den 19. marts 2008: Kvalifikation til U/17 EM: Kroatien U/17 – Danmark U/17 3-0.
- Den 24. marts 2008: Kvalifikation til U/17 EM: Danmark U/17 – Belgien U/17 2-5.